# Størmer-Zahl
Eine Størmer-Zahl, auch als Arkuskotangens-irreduzible Zahl (englisch arc-cotangent irreducible number) bezeichnet, ist eine natürliche Zahl {\displaystyle n}, für die der größte Primfaktor von {\displaystyle n^{2}+1} größer oder gleich {\displaystyle 2n} ist.
Namensgeber ist der norwegische Geophysiker und Mathematiker Carl Størmer.

## Definition
Eine natürliche Zahl {\displaystyle n} heißt Størmer-Zahl, wenn es eine Primzahl {\displaystyle p} gibt mit {\displaystyle p\geq 2n} und {\displaystyle p|(n^{2}+1)}, wobei | für die Teilbarkeitsrelation steht.

## Beispiel
{\displaystyle n=33} ist eine Størmer-Zahl. Der größte Primfaktor von {\displaystyle n^{2}+1=33^{2}+1=1090=2\cdot 5\cdot 109} ist {\displaystyle 109}, und dieser ist größer als {\displaystyle 2n=2\cdot 33=66}.

## Størmer-Zahlen
Folgende Zahlen sind Størmer-Zahlen:
1, 2, 4, 5, 6, 9, 10, 11, 12, 14, 15, 16, 19, 20, 22, 23, 24, 25, 26, 27, 28, 29, 33, 34, 35, 36, 37, 39, 40, 42, 44, 45, 48, 49, 51, 52, 53, 54, 56, 58, 59, 60, 61, 62, 63, 64, 65, 66, 67, 69, 71, 74, 77, 78, 79, 80, 81, 82, 84, 85, 86, 87, 88, 89, 90, 92, 94, 95, 96, …
John Todd hat bewiesen, dass diese Folge weder endlich noch koendlich ist.

## Auftreten
Størmer-Zahlen treten bei der Untersuchung von Werten der Arkuskotangens-Funktion an ganzzahligen Stellen auf. Man nennt einen solchen Wert {\displaystyle \operatorname {arccot} n} (auch Gregory-Zahl genannt) reduzibel, wenn er als ganzzahlige Linearkombination
{\displaystyle \operatorname {arccot} n=\sum _{k=1}^{n-1}a_{k}\cdot \operatorname {arccot} k,\quad a_{k}\in \mathbb {Z} }
solcher Werte an kleineren Stellen geschrieben werden kann, wie zum Beispiel
{\displaystyle {\begin{array}{ll}\operatorname {arccot} 3&=\operatorname {arccot} 1-\operatorname {arccot} 2,\\\operatorname {arccot} 7&=\operatorname {arccot} 1-2\cdot \operatorname {arccot} 2,\\\operatorname {arccot} 8&=\operatorname {arccot} 3-\operatorname {arccot} 5,\\\operatorname {arccot} 57&=-2\cdot \operatorname {arccot} 1+3\cdot \operatorname {arccot} 2+\operatorname {arccot} 5,\\\operatorname {arccot} 239&=-\operatorname {arccot} 1+4\cdot \operatorname {arccot} 5,\\\operatorname {arccot} 682&=-2\cdot \operatorname {arccot} 1+3\cdot \operatorname {arccot} 2+2\cdot \operatorname {arccot} 11,\\\operatorname {arccot} 12943&=3\cdot \operatorname {arccot} 1-4\cdot \operatorname {arccot} 2-3\cdot \operatorname {arccot} 5+\operatorname {arccot} 11.\\\end{array}}}
Es stellt sich heraus, dass {\displaystyle \operatorname {arccot} n} genau dann irreduzibel, also nicht eine solche Linearkombination ist, wenn {\displaystyle n} eine Størmer-Zahl ist.
Die gezeigte Art der Zerlegung erklärt die eingangs genannte alternative Bezeichnung „Arkuskotangens-irreduzible Zahl“.